# Adolf Harwalik
Adolf Harwalik (* 22. Mai 1908 in Graz; † 22. Oktober 1997 ebenda) war ein österreichischer Politiker (ÖVP) und Landesschulinspektor. Er war von 1956 bis 1975 Abgeordneter zum Nationalrat.

## Leben
Harwalik besuchte von 1914 bis 1919 die Volksschule in Graz und absolvierte danach die Untermittelschule in Graz sowie von 1922 bis 1927 die Bundeslehrerbildungsanstalt in Graz. Nachdem er seine Ausbildung 1927 mit der Matura abgeschlossen hatte, legte er 1929 die Lehrbefähigungsprüfung für Volksschulen und 1933 jene für Hauptschulen ab. Zudem ließ er sich 1940 zum Wehrmachtspsychologen ausbilden.
Harwalik arbeitete zwischen 1927 und 1929 als Volksschullehrer an der Volksschule in Semriach und war danach von 1929 bis 1939 Lehrer und Oberlehrer an der Volksschule in St. Bartholomä. Er verlor 1939 seinen Posten und wurde noch im selben Jahr Oberfachschullehrer an der Luftwaffenfachschule der Luftwaffe in Wien. Harwalik, dessen Aufnahmeantrag von 1938 abgelehnt wurde, beantragte am 3. März 1940 erneut die Aufnahme in die NSDAP und wurde zum 1. April 1940 aufgenommen (Mitgliedsnummer 8.595.524). Danach fand er Verwendung als Eignungsprüfer der Luftwaffe. Nach dem Zweiten Weltkrieg arbeitete Harwalik von 1945 bis 1950 erneut als Oberlehrer an der Volksschule Semriach, danach war er von 1950 bis 1953 Hauptschuldirektor in Leoben-Donawitz, danach war er ab 1954 Hauptschuldirektor in Graz. Er hatte in der Folge von 1957 bis 1961 die Funktion des Stadtschulinspektors von Graz inne und war von 1961 bis 1973 Landesschulinspektor der Steiermark. Ihm wurde der Berufstitel Hofrat verliehen.
Harwalik war 1926 Gründungsobmann des christlich-deutschen Kameradschaftsbundes an den Grazer Lehrerbildungsanstalten und trat 1927 der Christlichsozialen Partei bei. 1945 wurde er Mitglied der ÖVP, ab 1954 fungierte er als Landesobmann des Lehrerbundes der ÖVP Steiermark. Er war zudem ab 1955 Erster Vorsitzender der Sektion Pflichtschullehrer in der Gewerkschaft der öffentlich Bediensteten und vertrat die ÖVP zwischen dem 8. Juni 1956 und dem 4. November 1975 im Nationalrat.

## Auszeichnungen
- 1966: Großes Silbernes Ehrenzeichen für Verdienste um die Republik Österreich[3]
- 1975: Großes Goldenes Ehrenzeichen für Verdienste um die Republik Österreich[4]